# Konrad Huber (Sänger)

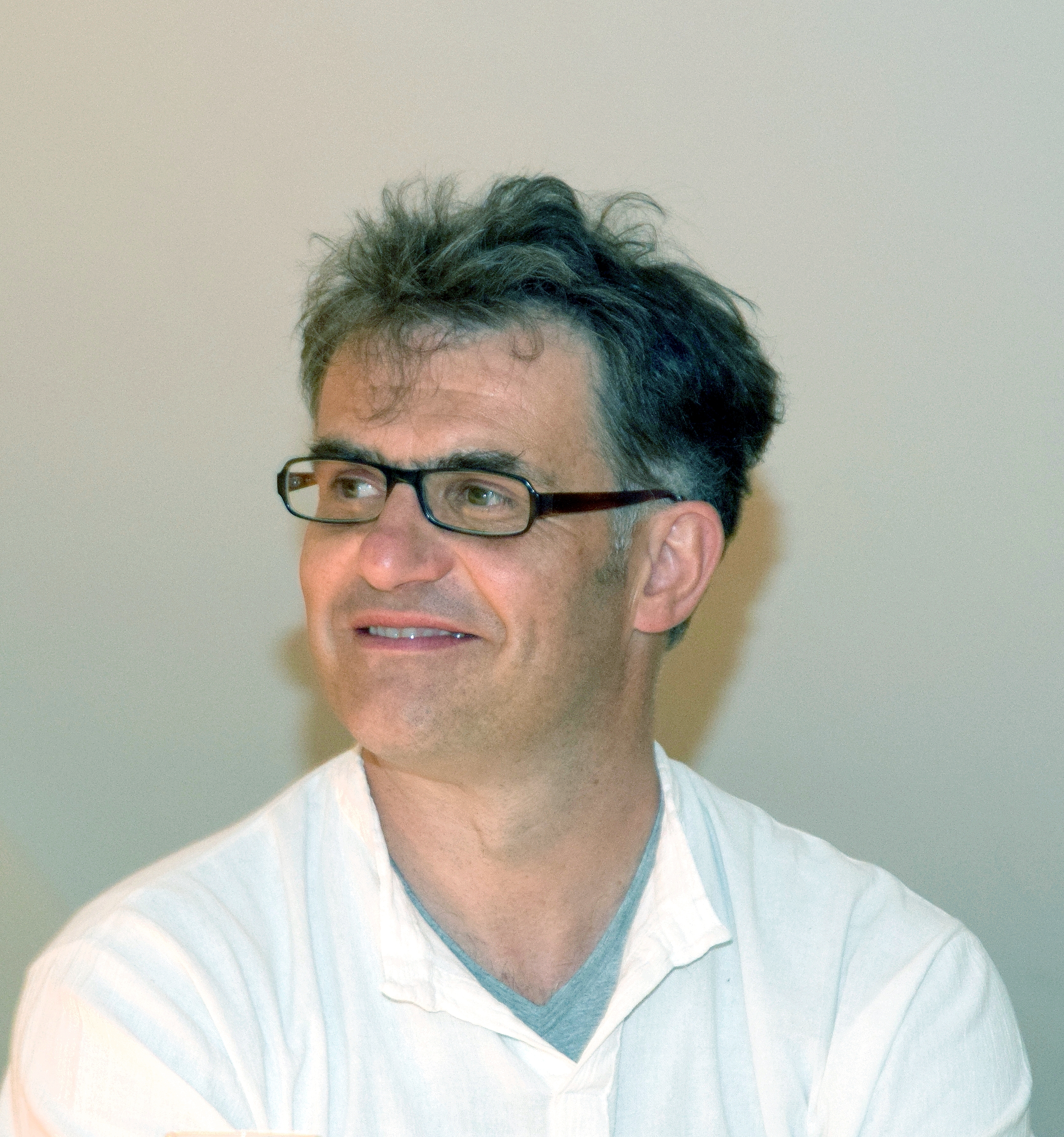
Konrad Huber 2017

Konrad Huber (* 23. November 1967 in Brixen) ist ein italienisch-österreichischer Opernsänger (Bariton).

## Leben
Konrad Huber wuchs als siebentes von acht Kindern eines Winzers in Neustift bei Brixen auf, wo er die Grundschule und anschließend die Mittelschule im Kloster Neustift besuchte. Seine Familie kann als besonders musikalisch bezeichnet werden: Drei seiner Brüder sind Mitglieder im Männerchor Neustift, an dessen Gründung sein Vater 1959 beteiligt war,  seine Mutter war mehr als fünfzig Jahre lang Chorsängerin und zwei seiner Schwestern singen im Stiftschor Neustift. Auch Konrad Hubers musikalische Laufbahn begann im Männerchor Neustift, dem er knapp nach dem Stimmbruch zwei Jahre lang angehörte.
Nach der Matura, die er am Vinzentinum in seiner Geburtsstadt ablegte, begann er Studien für Sologesang, Oper, Gesangspädagogik und Kontrabass am Konservatorium der Stadt Wien, Lied und Oratorium an der Hochschule für Musik und darstellende Kunst in Wien und Klassische Philologie und Musikwissenschaften an der Universität Wien.
Er nahm an mehreren Wettbewerben und Meisterkursen, unter anderem bei Kurt Equiluz, Gottfried Hornik, James King, Wicus Slabbert oder Erik Werba teil.
Engagements führten ihn in verschiedenen Rollen an mehrere Theater und Festivals, wie etwa ans Wiener Burgtheater, zu den Salzburger Festspielen, den Seefestspielen Mörbisch, den Wiener Festwochen, Wien Modern oder als Solist zu den Südtiroler Operettenspielen. Er unternahm Tourneen durch Österreich, Deutschland, Italien, Polen, Taiwan, China und Japan und wirkte bei den Uraufführungen von Bählamms Fest von Olga Neuwirth, Die Fremde von Johanna Doderer, L’Upupa und der Triumph der Sohnesliebe von Hans Werner Henze und Michael Pacher von Felix Resch mit.
Seit 2002 ist Konrad Huber Mitglied im Chor der Wiener Staatsoper, wo er auch als Solist in verschiedenen Opern auftritt.
Konrad Huber ist verheiratet und hat mit seiner Frau Giti einen Sohn. Die Familie lebt in Wien und nutzt zeitweise ein Wochenendhaus im östlichen Weinviertel.

## Repertoire (Auswahl)
- Escamillo in Carmen von Georges Bizet
- Baron Mirko Zeta in Die lustige Witwe von Franz Lehár
- Graf von Eberbach in Der Wildschütz von Albert Lortzing
- Graf Almaviva in Le nozze di Figaro (KV 492) von Wolfgang Amadeus Mozart
- Sir Evelyn Oakleigh in Anything Goes von Cole Porter
- Dr. Falke in Die Fledermaus von Johann Strauss

## Preise und Auszeichnungen
- Erster Liedpreis in Bozen
- Zweiter Preis beim Int.Operetten-Nachwuchswettbewerb Nico Dostal
- Semifinalist beim Hans-Gabor-Belvedere-Gesangswettbewerb